# Duma (album)
Duma – trzeci album polskiej grupy muzycznej Złe Psy, wydany w 2017 nakładem Agencji Muzycznej Polskiego Radia.
Płytę można określić, jako eklektyczną i nostalgiczną zarazem. Pośród utworów została nagrana interpretacja pieśni pt. „Rozkwitały pąki białych róż”.
Doświadczenie muzyków łączy się tu ze świeżym spojrzeniem na muzyczną materię. Jest to płyta nagrana z potrzeby serca – artystycznej potrzeby opowiadania o tym, co ważne, nie tylko dla jednostki, ale też dla wspólnoty. Atutem płyty są niebagatelne i niesztampowe rozwiązania muzyczne: nieoczywistość, zaskoczenie, ostre brzmienia obok piosenek lirycznych, nastrojowych. 

## Lista utworów
Źródło:.
1. „Prawda” – 3:02
2. „Dumny z pochodzenia” – 2:23
3. „Wstrzymaj konia” – 3:56
4. „Czarodziejski las” – 3:37
5. „Polak (Potęga istnienia)” – 2:52
6. „Miłości moc” – 3:42
7. „Ułańska siła – Od Rosyji jadę” – 1:45
8. „Rozkwitały pąki białych róż” – 3:12
9. „Wiara i moc” – 3:52
10. „Urodziłem się w Polsce” – 2:44
11. „Dzieci miasta” – 3:33
12. „Gwiazda” – 2:41

## Twórcy
Źródło:.
- Andrzej Nowak – gitara, harmonijka, gitarowa basowa, wokal
- Jacek Kasprzyk – gitara, chórki
- Wojtek Pilichowski – gitary basowe
- Krzysztof „Alladyn” Imiołczyk – klawisze
- Michał Bereźnicki – perkusja
- Karo Glazer – wokal
- Denys Ostrovnoi – saksofony
- Erwin Żebro – trąbki
- Marcin Respondek – puzon

Gościnie:
- Paweł Mąciwoda – gitara basowa
- Grzegorz Ksepko – gitary
- Chór Publicznej Szkoły Podstawowej nr 11 im. Orląt Lwowskich w Opolu
- Karolina Muszkiet – chórki